# Koloděje nad Lužnicí

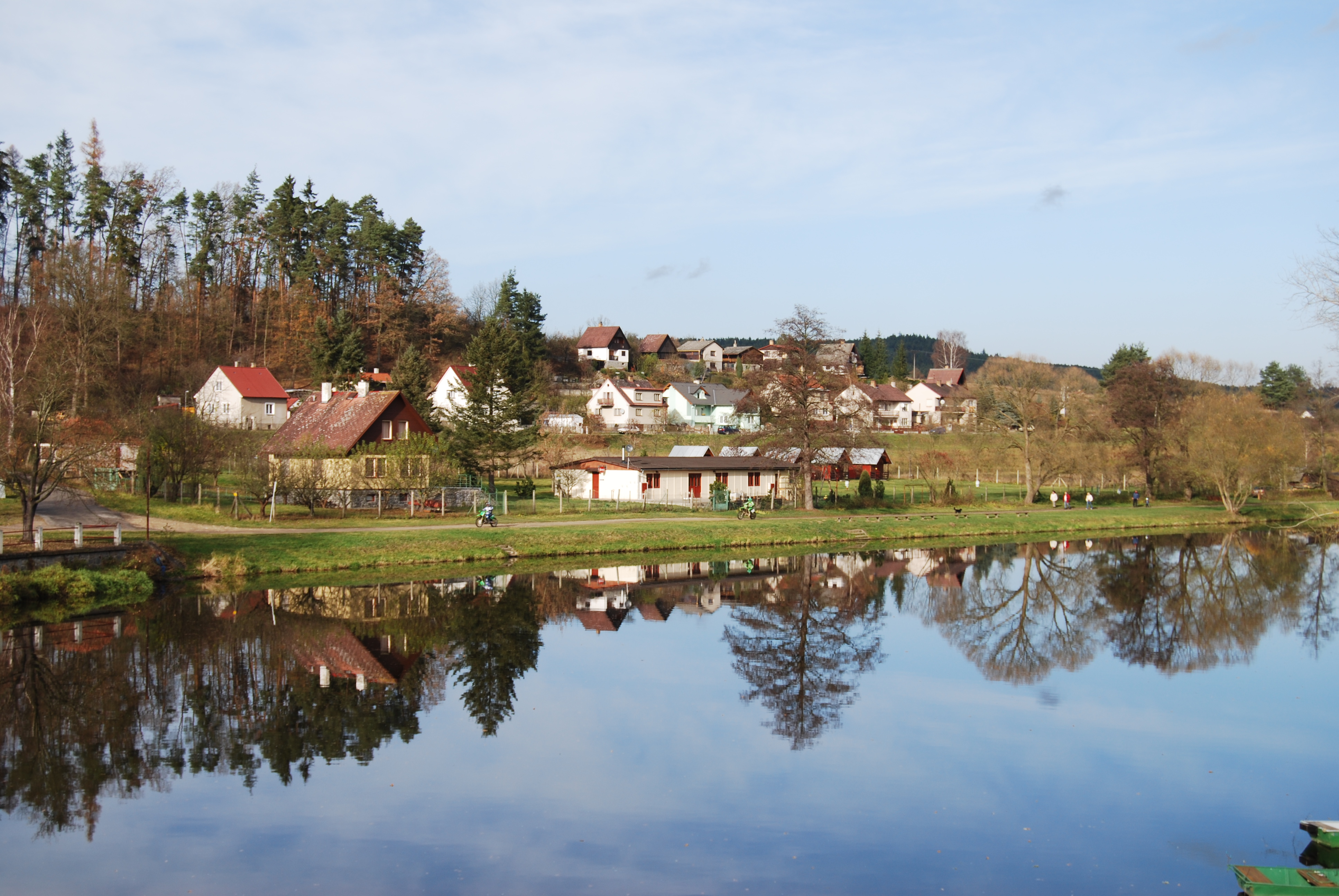
Ortsansicht

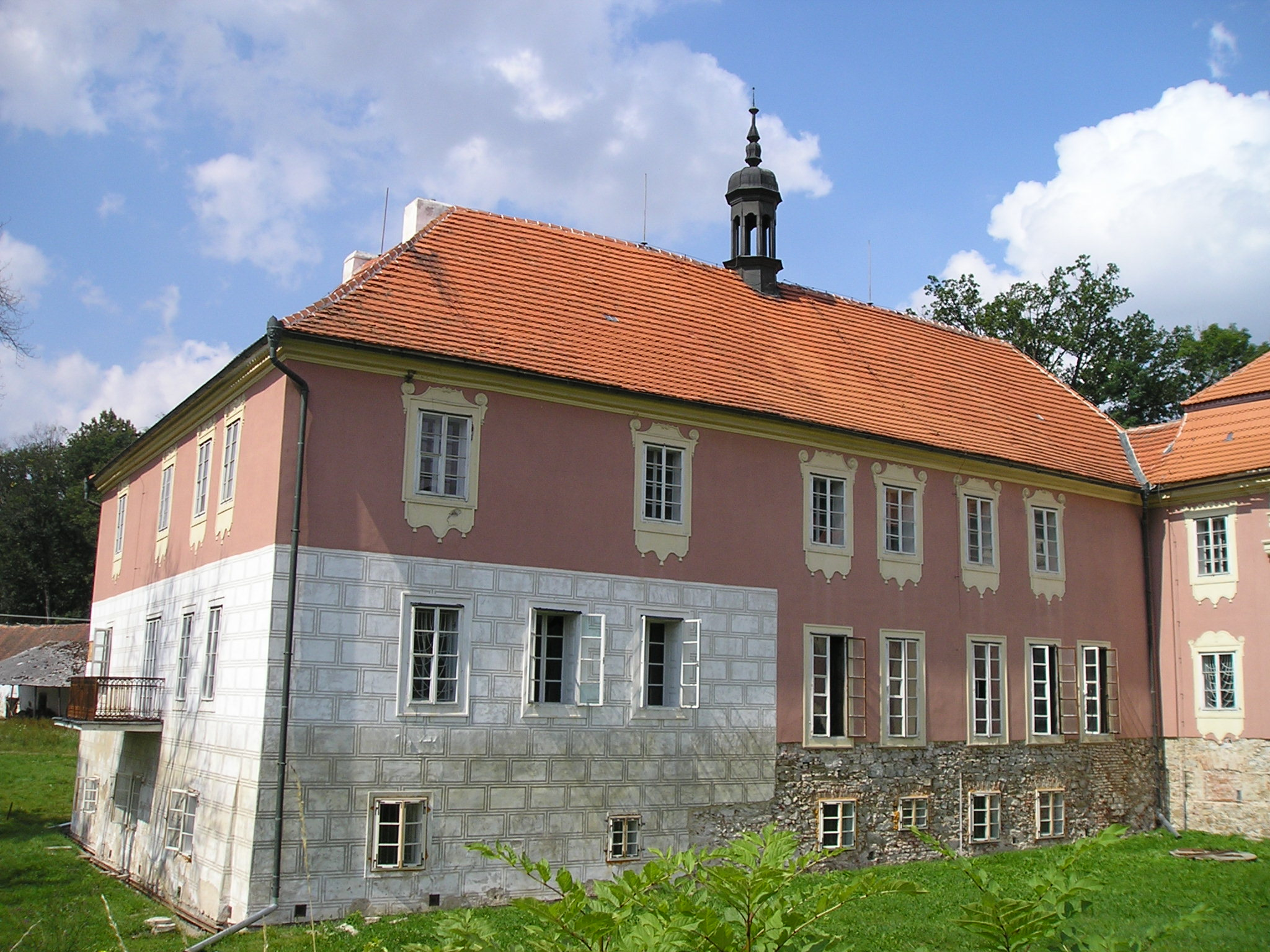
Schloss Koloděje nad Lužnicí

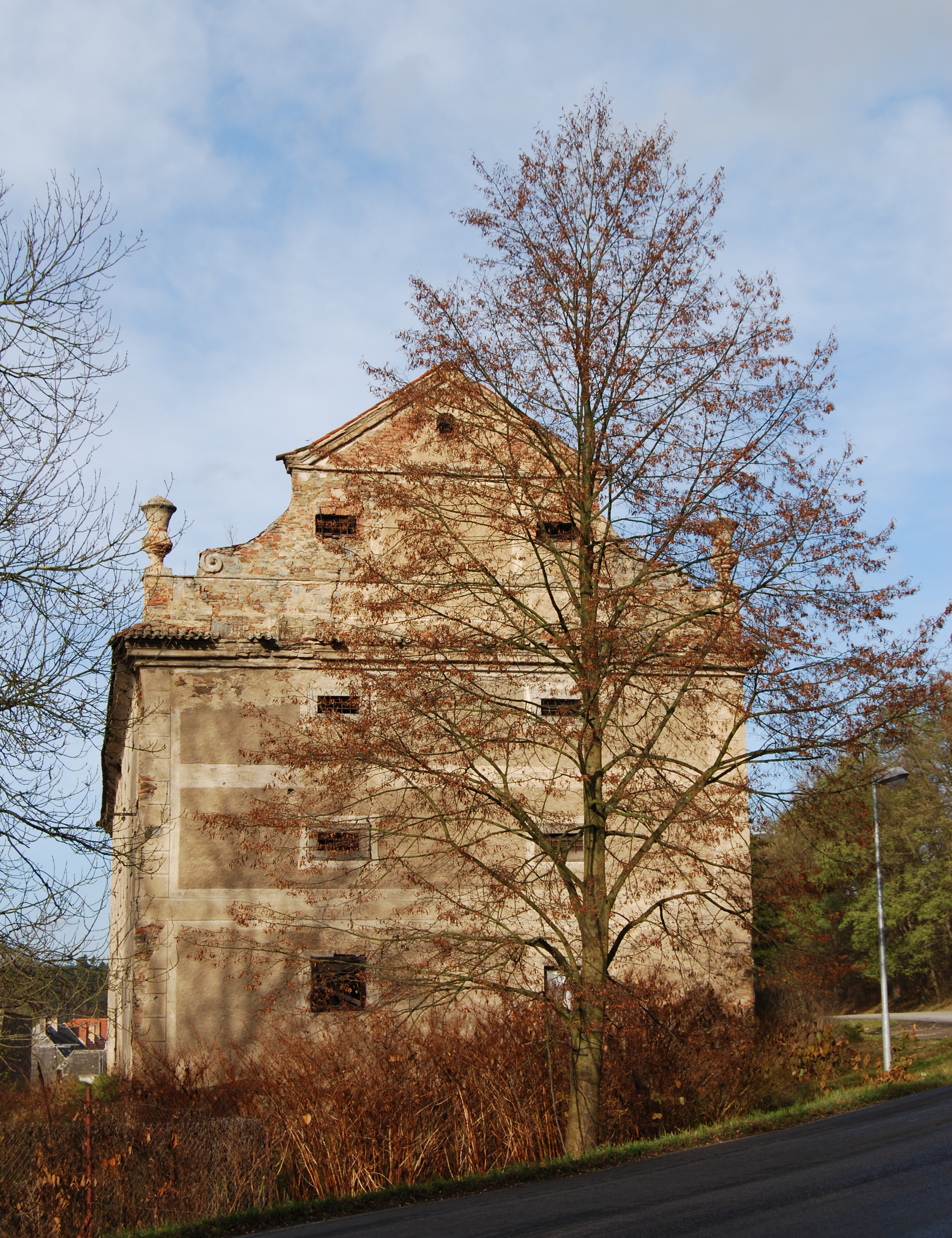
Barocker Speicher

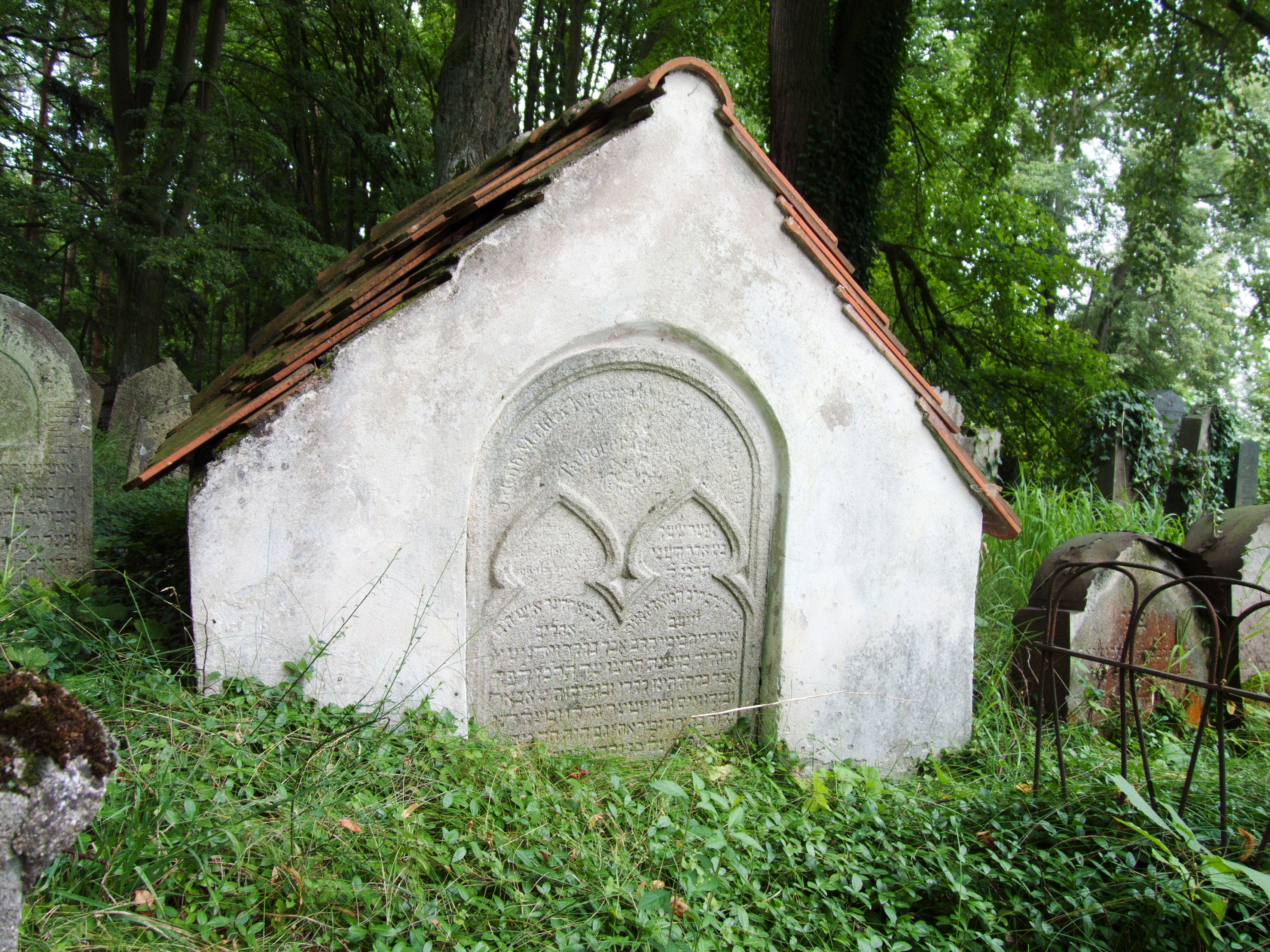
Grabstätte des Rabbiners Jakob Mahler auf dem jüdischen Friedhof

Koloděje nad Lužnicí, bis 1923 Koloděje (deutsch Kaladey, 1939–1945 Kaladai an der Lainsitz) ist ein Ortsteil der Stadt Týn nad Vltavou in Tschechien. Er liegt drei Kilometer nördlich von Týn nad Vltavou in Südböhmen und gehört zum Okres České Budějovice.

## Geographie
Koloděje nad Lužnicí befindet sich beiderseits der durch das Wasserkraftwerk Kořensko angestauten Luschnitz / Lainsitz am Übergang zwischen dem Mühlhausener Hügelland (Milevská pahorkatina) und der Lischauer Schwelle (Lišovský práh). Im Dorf mündet rechtsseitig der Bach Hostecký potok. Nördlich erhebt sich der Dubový vrch (476 m), östlich die Kopanina (428 m) und im Westen die Kraví hora (422 m) sowie der Na Černém (470 m). In Koloděje nad Lužnicí überbrückt die Staatsstraße II/105 zwischen Týn nad Vltavou und Bernartice die Lainsitz.
Nachbarorte sind Doliny, Koloměřice und Vesce im Norden, Nuzice und Červený Mlýn im Nordosten, Netěchovice und Jarošovice im Osten, Velký Depot, Bída, Smilovice, Malá Varta und Předčice im Südosten, Cihelny und Týn nad Vltavou im Süden, Permoník, Nový Dvůr und Neznašov im Südwesten, Homolov, Pašovice, Močín und Hladná im Westen sowie Doubrava und Hosty im Nordwesten.

## Geschichte
Die erste schriftliche Erwähnung der zum Gut Březnice gehörigen Ansiedlung Kaladý erfolgte im Jahre 1295.
Im Jahre 1510 kaufte der Pfandherr der Herrschaft Týn nad Vltavou, Jan Čabelický von Soutice, das Gut Březnice und schlug Kaladý zu Týn zu. In der Mitte des 16. Jahrhunderts ließ er in Kaladý einen Vorwerkshof errichten, zuvor bestand der Ort lediglich aus einem Kretscham und einer Fähre. Nach Jan Čabelickýs Tod wurde die Herrschaft Týn nad Vltavou 1567 unter seinen vier Söhnen aufgeteilt. Adam Čabelický von Soutice errichtete daraufhin in Kaladý einen kleinen Adelssitz. Der einstöckige Renaissancebau mit trapezförmigem Grundriss war von einem befestigten Wassergraben umgeben. Als 1588 der Besitz an Adams Witwe Barbara, geborene von Budkov fiel, wurden die Feste und der Vorwerkshof Kaledey erstmals schriftlich erwähnt. Das am 30. Juni 1588 schließlich auch in der Landtafel eingetragene Gut umfasste die Feste Kaledey, die Dörfer Kaledey, Velká Doubrava (Doubrava), Tupesy, Vesce, Hartmanice, Kurákov (Korákov), den Hof Netěchovice sowie die Teiche Mnichovec und Farský rybník bei Žimutice. Nach dem Tode von Barbara Čabelický erbte der Familienzweig Čabelický-Podbořský das Gut. Johann d. Ä. Čabelický-Podbořský verkaufte Kaledey 1625 an Johann Mencelius von Kolsdorf. Dieser veräußerte das Gut 1627 an den Prager Kaufmann Johann de Witte von Liliental, der es im Jahr darauf an Isaak von Brandenstein weiterverkaufte. Während der Pestepidemie in Thein erfolgte zwischen 1681 und 1682 der Zuzug zahlreicher Juden aus der Stadt, so dass in Kaledey eine starke jüdische Gemeinde entstand. Nach dem Tode von Isaaks Enkel Johann Joachim von Brandenstein gelangte das Gut 1704 im Zuge einer Versteigerung an Wenzel Norbert Octavian Graf Kinsky. Bei der hierzu vorgenommenen Taxation wurde auch eine ausführliche Beschreibung der Feste erstellt. Bemerkenswert dabei ist, dass sich im herabgesetzten Parterre der Feste eine Mühle befand. Über Wenzels Tochter Marie Elisabeth gelangte das Gut durch Heirat an Franz Wratislaw von Mitrowitz. Dessen Sohn Franz Karl ließ die Feste 1737–1741 zu einem Barockschloss umgestalten. 1777 wurde am Schlosstor ein Schulhaus errichtet. Rudolf Wratislaw von Mitrowitz verschrieb im Jahre 1795 auf das Gut 6050 Gulden zur Unterhaltung des Schlosskaplan und 1760 Gulden zur Besoldung des Lehrers. Der Ortsname Koloděje ist seit dem 19. Jahrhundert gebräuchlich. 1830 vererbte Karl Graf Wratislaw von Mitrowitz das Gut seinem gleichnamigen Sohn.
Das Gut Kaladey umfasste 1840 eine Fläche von 1938 Klaftern und 698 Quadratjoch. Es hatte 1899 überwiegend böhmischsprachige Einwohner, darunter 94 Israelitenfamilien. Zum Gut gehörten die Ortschaften Kaladey, Netiechowitz (Netěchovice), Zabrow (Vesce) und Groß-Daubrawa (Doubrava). Das Dorf Kaledey bzw. Kaladay/Koloděg hatte 979 Einwohner. Der Ort bestand aus 97 christlichen und 50 israelitischen Häusern. Im Dorf bestand ein herrschaftliches Schloss mit einer öffentlichen, der hl. Anna geweihten Kapelle mit eigenem Kaplan. Außerdem bestand unter herrschaftlichem Patronat eine Schule, eine herrschaftliche Brauerei, drei Wirtshäuser und ein Getreideschüttboden. Weiterhin bestanden ein deutsches Branntweinhaus und eine Pottaschensiederei. Im Schloss wurde eine Mühle mit Brettsäge betrieben. Abseitig, auf der anderen Seite der Luschnitz, lagen der Meierhof Homolo/Homolau und eine Ziegelhütte. Die Juden unterhielten eine Synagoge, deren Rabbiner zugleich Kreisrabbiner des Budweiser und des Táborer Kreises war. 1842 wurde am linken Luschnitzufer eine Mühle errichtet. Nach dem frühen Tode von Karl Xaver Rudolf Wratislaw von Mitrowitz (1808–1844) wurde das Schloss der lebenslustigen Witwe Theresia Kocová von Dobrš zum Treffpunkt zahlreicher bedeutender Adliger, darunter auch Erzherzog Stephan, von denen etliche auch um die Gunst der 20-jährigen attraktiven Baroness warben. Sie heiratete 1848 Johann Baptist von Schell-Bauschlott und übergab das Gut ihrem Sohn Josef. Bis zur Mitte des 19. Jahrhunderts blieb Kaladey / Kolodeg immer ein landtäfliges Gut im Besitz der Grafen Wratislaw von Mitrowitz.
Nach der Aufhebung der Patrimonialherrschaften bildete Koloděje / Kaladay ab 1850 mit dem Ortsteil Cabrow/Zabrow eine Gemeinde in der Bezirkshauptmannschaft und dem Gerichtsbezirk Moldauthein. 1878 erfolgte der Umbau des Gasthauses zum neuen Schulgebäude. Die Freiwillige Feuerwehr bildete sich 1892. Im Jahre 1910 hatte die Gemeinde 730 überwiegend tschechischsprachige Einwohner. Im Ortsteil Koloděje lebten 584 Menschen, davon waren 582 Tschechen. Besitzer des Schlosses waren bis zur Enteignung nach dem Zweiten Weltkrieg die Grafen Wratislaw von Mitrowitz. Seit 1924 führt die Gemeinde den amtlichen Namen Koloděje nad Lužnicí, zugleich wurde der Ortsteil Carbov in Vesce umbenannt. Nach der Aufhebung des Okres Týn nad Vltavou wurde die Gemeinde mit Beginn des Jahres 1961 dem Okres České Budějovice zugeordnet. Infolge der Errichtung der Orlík-Talsperre musste die Mühle in den 1960er Jahren abgebrochen werden. Zum 1. Januar 1976 erfolgte die Eingemeindung nach Týn nad Vltavou. Die Synagoge wurde In den Jahren 1947 bis 1948 abgerissen. Am 1. Januar 1976 wurde Koloděje nad Lužnicí nach Týn nad Vltavou eingemeindet. Im Jahre 1991 wurden in Koloděje nad Lužnicí 196 Einwohner gezählt. Beim Zensus von 2001 lebten in den 118 Wohnhäusern des Ortes 161 Personen.

## Ortsgliederung
Der Ortsteil Koloděje nad Lužnicí besteht aus den Grundsiedlungseinheiten Cihelny und Koloděje nad Lužnicí. Zu Koloděje nad Lužnicí gehört zudem die Einschicht Homolov (Homolau).
Der Katastralbezirk Koloděje nad Lužnicí umfasst auch das Dorf Vesce.

## Sehenswürdigkeiten

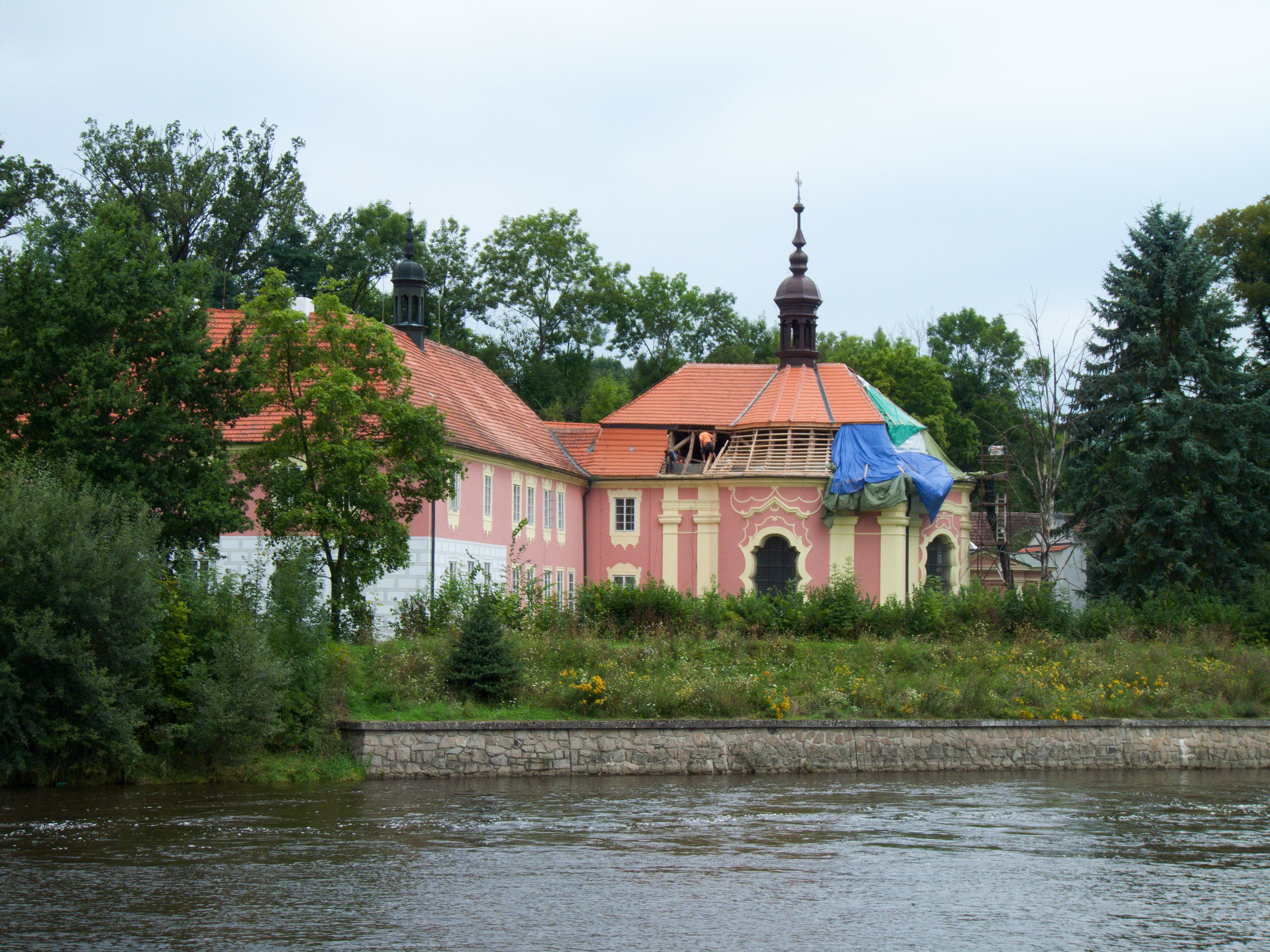
Schloss Koloděje nad Lužnicí

- Schloss Koloděje nad Lužnicí, erbaut 1737–1741 für Franz Karl Wratislaw von Mitrowitz anstelle der alten Renaissancefeste von 1567. In den Jahren 1941 und 1942 entdeckten Mitarbeiter des Staatlichen Amtes für Denkmalpflege am alten Teil des Schlosses Reste von Sgraffito und eine Sonnenuhr. Das Schloss befand sich bis zur Enteignung im Jahre 1948 im Besitz der Grafen Wratislaw von Mitrowitz. Im Jahre 2005 erwarb der Besitzer des Gutes Homolov, Jindřich Tichý, das Schloss.
- Schlosskapelle der hl. Anna, die als Dominante an das Schloss angebaute Kapelle ist ein Werk des Baumeisters Johann Hybner, der dabei maßgeblich vom Stil Kilian Ignaz Dientzenhofers beeinflusst wurde.
- Barocker Josephinischer Speicher aus dem Jahre 1771, er wurde nach den böhmischen Hungersnöten als Kornspeicher errichtet
- Kapelle des hl. Johannes von Nepomuk, erbaut 1768. Die ursprüngliche hölzerne Heiligenfigur aus dem Jahre 1765 wurde beim Lainsitzhochwasser 1768 aus Tábor angeschwemmt. Daraufhin errichteten die Bewohner des Dorfes eine Kapelle. Diese wurde 1868 durch Karl Wratislaw von Mitrowitz erneuert. Das Original der Heiligenfigur befindet sich seitdem im Museum der Stadt Týn nad Vltavou
- Jüdischer Friedhof, nördlich des Dorfes, angelegt zum Ende des 17. Jahrhunderts. Über die Siedlungsgeschichte der jüdischen Familien in Kaladei gibt es einen Aufsatz eines örtlichen Dorfschullehrers, der von Mitgliedern der Familie Radok ins Englische übersetzt und mit Bildern versehen wurde.[6]
- Denkmal für Matěj Kopecký, das Werk des Bildhauers J. Jiříkovský wurde am 6. Juli 1947 im Park an der Lainsitz enthüllt. Da der Park in den 1960er Jahren teilweise durch die Orlík-Talsperre überflutet wurde, erfolgte zunächst seine Umsetzung in den Garten vor der Villa der Baroness Kocová von Dobrš. Mitte der 1970er Jahre wurde es an seinem heutigen Standort an der Straßenbiegung vor dem ehemaligen Hotel versetzt.

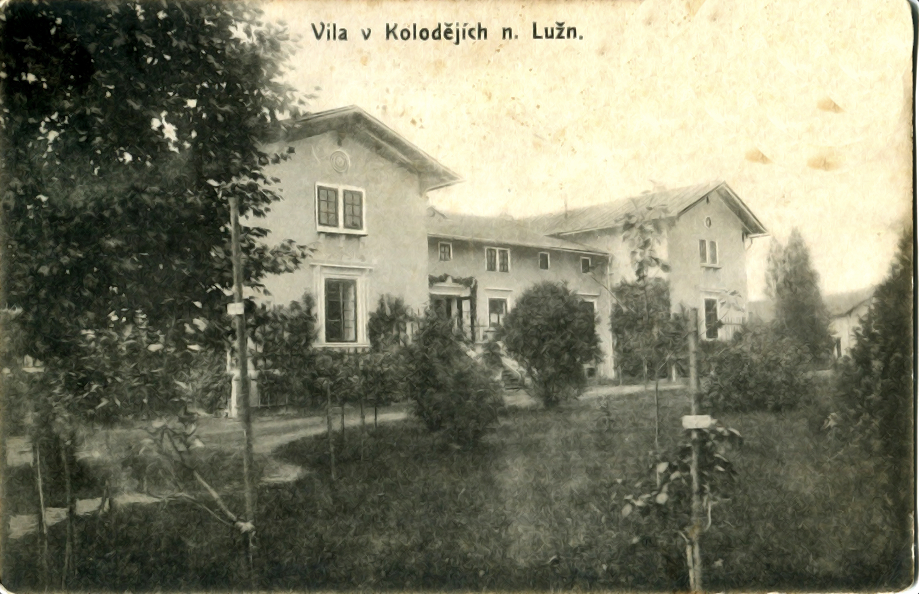
Villa, riverside, Koloděje nad Lužnicí No. 70, Czech Republic

- Villa der Baroness Theresia Wratislaw von Mitrowitz (geb. Kocová von Dobrš), errichtet 1865 gegenüber dem Schloss am Ufer der Lužnice als Wohnsitz der Baroness und ihres zweiten Ehemannes Johann Baptist von Schell-Bauschlott. Das Schloss übergab sie ihrem ältesten Sohn Eugen Wratislaw von Mitrowitz. Nach dem Tod Theresias (1893) und ihres Sohnes Eugen (1895)[7] stand die Villa Kolodeje No. 70 dann zum Verkauf. Am 16. Oktober 1895 wurde ein notarieller Kaufvertrag mit Justine Kotz von Dobrž geb. Dill und ihrem Bruder Adolf Dill, Mitglieder der in Moskau und Berlin ansässigen Familie des Ingenieurs Karl Karlowitsch Dill (Besitzer einer Eisengießerei in Moskau, Planer und Errichter der Wasserversorgungssysteme in mehreren Städten Russlands, auch beteiligt am Bau des GUM in Moskau[8]) unterzeichnet, in dem aber der Erbengemeinschaft Wratislaw von Mitrowicz und Schönfeld ein Rückkaufsrecht eingeräumt wurde. Durch Tochter Justine Dill und ihren Mann Josef Ritter Kotz von Dobrz († 1909 in Arad) waren Dills entfernt mit der Baronin Therese verwandt.[9] Die Villa Villa, riverside, Koloděje nad Lužnicí No. 70, Czech Republic wurde von den Dills zunächst als Sommersitz genutzt, später nahm man auch Feriengäste auf. In der Zeit von 1926 bis 1945, als die Villa von der Dill-Tochter Klara Karlovna Kretschetova geführt wurde, war sie beliebtes Urlaubsdomizil mehrerer russischer Emigrantenfamilien aus Prag, u. a. der weitläufigen Familie des russischen Schriftstellers Jewgeni Nikolajewitsch Tschirikow. Das vom russischen Maschinenbauingenieur und Amateurfilmer Popow[10] dort gedrehte Filmmaterial wurde vom tschechischen Fernsehen 2007 unter dem Titel „Kleine russische Rauchwölkchen“ (Ruské obláčky kouře) in der Reihe „Soukromé století“ (Privates Jahrhundert) ausgestrahlt[11]. 1945 wurden die Dills enteignet und mussten am 22. Juni 1945 die Villa verlassen. In der Folge wurde das Haus als Kulturhaus, Kinderheim, Postamt, Hochzeitsraum benutzt. Bei einer Überschwemmung durch die Lužnice im Jahr 2006 wurde das Gebäude stark beschädigt. Im Jahr 2014 übernahm das thailändische Tiger-Tempel-Kloster das Gebäude, um dort eine Niederlassung[12] zu gründen.

- Villa der Familie Radok, sie befindet sich nach der Restitution wieder im Familienbesitz. Auf dem jüdischen Friedhof sind Grabsteine der Familie erhalten.
- Gut Homolov

## Persönlichkeiten

### Söhne und Töchter des Ortes
- Elias Radok (1840–1910), Maschinenbau-Ingenieur in Königsberg
- Alfréd Radok (1914–1976), Theater- und Filmregisseur, Gründer der Laterna magika
- Emil Radok (1918–1998), Theaterregisseur, Gründer der Laterna magika

### Weitere
- Matěj Kopecký (1775–1847), der Puppenspieler verbrachte seine letzten Lebensmonate in Koloděje bei seinem Freund Václav Šonka und verstarb dort. Sein Grab befindet sich in Týn nad Vltavou.